# 马里乌斯·埃里克森
马里乌斯·埃里克森（挪威語：Marius Eriksen，1886年12月9日—1950年9月14日），挪威男子竞技体操运动员。他曾代表挪威获得1912年夏季奥运会体操比赛男子团体瑞典式铜牌。他于1950年在奥斯陆去世。